# Likavský mlýn
Likavský mlýn je vodní mlýn na jižním konci ulice Mlynská v obci Likavka v okrese Ružomberok na Slovensku, který byl v roce 2016 zapsán do Ústředního seznamu památkového fondu Slovenska.

## Historie
Vodní mlýn byl pravděpodobně postaven v roce 1435 za Jana Hunyadiho souběžně se stavbou hradní pekárny. První písemná zmínka o Likavském mlýně pochází z roku 1573, přesné datum založení mlýna lze zjistit pouze z kongregačních protokolů z let 1516−1848, které jsou uloženy v okresním archivu v Bytči a jsou psány maďarsky a německy. Provoz mlýna je zmiňován i v urbáři z roku 1625, uvádějícím podrobně i povinnosti likavských poddaných.
Mlýn sloužil likavskému panství (jehož sídlem byl hrad Likava a pak kaštel svaté Žofie) a jeho poddaným. V jedné z bašt dolního hradu, která byla postavena za Hunyadyho v roce 1435, byla pekárna provozována až do roku 1707, kdy byl hrad zbořen. Poté se peklo přímo v likavském mlýně. K povinnostem likavského mlynáře patřilo vykrmování jednoho prasete a provádění mlynářských prací v okolí mlýna. Obyvatelé Likavy byli povinni vozit do mlýna slad a hotový namletý slad odvážet zpět do panského pivovaru. K jejich povinnostem patřilo také přivážení a odvážení vymletého obilí z mlýna na hrad Likava. Kromě toho se z hradu do mlýna přivážela k mletí sůl a namletá sůl se vozila zpět na hrad. Mlýn sloužil také jako vodní pila a mlynář byl povinen na něm řezat prkna. Kolem roku 1849 byl mlýn ve dražbě odprodán Jozefem Hodošem. Mlýn byl děděn generacemi mlynářů až do roku 1979. Opravy mlýna byly prováděny v druhé polovině 18. století a v letech 1974, 1979 a 1983.
V současné době (1979) je mlýn soukromým majetkem, jeho majitel sám zajišťuje odbornou rekonstrukci. Celková rekonstrukce mlýna byla provedena v roce 2019 za finanční podpory z dotačního programu Ministerstva kultury Slovenské republiky.

## Popis
Vodní mlýn je barokní zděná patrová stavba postavená na půdorysu obdélníku s trojtraktovou dispozicí. Mlýnské složení bylo poháněno vodním kolem na horní vodu přiváděnou z potoka Likavka. V hlavní místnosti v centrální části domu je rekonstruovaný dřevěný trámový strop, zděná pec byla rekonstruována podle dobových předloh.